# La Femme objet
Pour la notion de « femme objet », voir objectification sexuelle.
 Pour plus de détails, voir Fiche technique et Distribution
La Femme objet est un film pornographique français réalisé par Frédéric Lansac et sorti sur les écrans en 1980.

## Synopsis
Un écrivain de science-fiction, Nicolas (Richard Allan), est doté d'une sexualité très exigeante qui épuise ses partenaires. Celles-ci le quittent toutes au bout de quelque temps lassées par sa libido hors normes. Après plusieurs déceptions, il trouve enfin la partenaire idéale dans un robot qu'il fabrique de ses mains et qu'il programme pour obéir à sa volonté. Mais la créature (Marilyn Jess) se retourne contre son maître et le transforme, à son tour, en jouet sexuel. 

## Partenaires successives
Outre un intermède avec une attachée de presse, l'écrivain épuise successivement deux partenaires avant de songer à la solution apparemment miraculeuse de recourir à une femme-objet.
- Première partenaire, Sabine : L'écrivain croit avoir trouvé la partenaire idéale en la personne de Sabine qui se plie volontiers à toutes ses exigences. Première scène dans une chambre sous un drap de lit rose, puis dans les toilettes d'un café tandis que le garçon les observe. Plus tard, dans un appartement, il observe Sabine suçant son pouce en train de se masturber tandis qu'il joue avec un petit robot télécommandé figurant R2-D2. Mais Sabine commence à se lasser. Dans la cuisine tandis qu'elle fait la vaisselle vêtue uniquement de dessous noirs, l'écrivain s'approche d'elle. Malgré ses protestations, il s'active tandis qu'elle continue à laver les assiettes et finit par casser un verre. Encore plus tard, rentrant à l’appartement, il trouve Sabine nue en train de dormir derrière une porte vitrée. N’osant s’approcher, il se masturbe et éjacule contre la porte.
- Seconde partenaire, Lucille : À la recherche d'une nouvelle partenaire, notre écrivain à l'idée de recourir aux services d'une agence de secrétaires intérimaires. Il en essaye deux, puis trois, avant de trouver Lucille qui parait faire l'affaire. Elle cède à tous les caprices de Nicolas et accepte de ne pas s'interrompre, y compris lorsque survient Sabine qui entre à l'impromptu dans l'appartement pour récupérer quelques affaires. Mais bientôt, Lucille finit par se fatiguer et s'endort même alors que Nicolas est « au mieux de sa forme ». Un jour, en rentrant d'une partie de tennis, il trouve un mot sur la table dans lequel elle lui annonce son départ.
- L'attachée de presse, Olga : Séduit par Olga, Nicolas la force sur la table de la salle de séjour. Celle-ci est dotée d'un fort accent anglais et ne cesse de s'enthousiasmer tandis que le petit R2-D2 clignote juste à côté d'elle. Néanmoins, elle ne reviendra jamais et lui enverra les dossiers par la poste.

## Curiosités
L'histoire est présentée comme étant un flashback. L'écrivain de science-fiction, Nicolas, est assis devant sa machine à écrire et raconte son histoire en voix off. Il introduit chaque scène et la commente en faisant part de ses états d'âme, c'est-à-dire essentiellement de ses frustrations. Ses commentaires sont très cyniques et machistes sur un mode outré censé en souligner l'humour et le second degré. Le procédé de la voix off est aussi, dans ce cas, une facilité permettant de faire l’économie d’un scénario plus construit.
La scène de l'animation du robot Marilyn Jess est fortement inspirée de celle du film de James Whale, en 1931, dans laquelle on voit la créature de Victor Frankenstein revenir à la vie. Loin de sa sophistication de ce film, la machine censée animer le robot n'est toutefois rien d'autre qu'une grosse lampe à bronzer. La plastique de Marilyn Jess est aussi à comparer, dans un subtil effet de contraste, à celle du monstre qu'incarnait Boris Karloff, l'icône sexuelle répondant à celle du film d'horreur et de genre.

## Fiche technique
- Titre : La Femme objet
- Réalisateur : Frédéric Lansac
- Directeur de la photographie : François About
- Musique : Jean-Claude Nachon
- Montage : Pitof
- Scripte : Danièle Dissoubray
- Maquillage : Éric Pierre
- Assistants réalisateurs : Dominique Aveline • Didier Philippe-Gérard
- Assistant caméraman : Thierry Arbogast
- Directeur de production : Denys Fleutot
- Producteurs : Francis Mischkind • Jean-Luc Brunet
- Production : F.F.C.M.
- Distribution : Alpha France
- Durée : 75 min
- Date de sortie : 1980
- Pays :  France
- Genre : pornographique

## Distribution
- Marilyn Jess : Kim, la femme robot
- Nicole Segaud : Sabine
- Richard Allan : Nicolas, l'écrivain de science-fiction
- Laura Clair : Lucille, la secrétaire intérimaire
- Nadine Roussial : Olga, l'attachée de presse
- Frédéric Carton : l'éditeur accompagnant Olga
- Catherine Marsile : Kim 2, la seconde femme robot
- Guy Bérardant : Pierre
- Frédéric Carton : Byron
- Dominique Aveline : Le barman